# Транзитний газопровід (Болгарія)
Транзитний газопровід (Болгарія) – трубопровідна система, споруджена в кінці 20 століття для подачі газу через територію Болгарії до кількох інших балканських країн. 
У 1974 – 1986 роках у Болгарії ввели в експлуатацію Північне та Південне газопровідні напівкільця, які забезпечували доставку імпортованого з СРСР блакитного палива споживачам всередині країни. А в середині 1980-х узялись за створення значно потужнішої транзитної системи, призначеної передусім для постачання Туреччини, подача до якої природного газу почалась у 1987 році. В подальшому систему продовжили і з 1996-го блакитне паливо почало надходити до Греції, а потім і до Македонії. 
Введений в дію у 1986-му газопровід Ананьїв — Тирасполь — Ізмаїл подає ресурс до кордону України та Румунії, після чого він транспортується по території останньої до пограничного переходу Негру-Воде-Кардам. Від Кардаму блакитне паливо перекачується вже по болгарській території, при цьому на більшій частині траси транзитний газопровід прямує в одному коридорі зі згаданим вище Південний напівкільцем. Він перетинає східні відроги Старої Планини та виходить на  Верхньофракійську низовину, де в районі Лозенця розгалужується на дві лінії. Одна з них приймає південно-східний напрямок та в районі пограничного переходу Странджа сполучається з турецьким трубопроводом Малкочлар – Анкара. Можливо відзначити, що саме Туреччина забезпечувала основні обсяги прокачування по болгарському транзитному газопроводу – вони могли перевищувати 10 млрд м3 на рік, тоді як Греція зазвичай закуповує від 2 до 3 млрд м3 на рік.
Друга лінія від Лозенця прямує на захід по Верхньофракційській низовині, допоки в районі Іхтиман (за кілька десятків кілометрів на південний схід від Софії) не розходится з Південним напівкільцем. Останнє завертає до болгарської столиці, тоді як транзитний газопровід приймає південно-західний напрямок та прямує через гірські масиви допоки в районі Петрича не сполучається із грецьким трубопроводом Промахонас – Аттика. При цьому дещо раніше, біля Дупниці, від траси відходить західне відгалуження, котре передає ресурс до македонського газопровода Деве-Баїр – Скоп'є.
Враховуючи потреби основного покупця, в 1998 – 2003 роках провели модернізацію та розширення чотирьох ділянок загальною довжиною 180 км у тій частині системи, через яку блакитне паливо надходить до Туреччини.
Система транзитного газопроводу має загальну довжину 930 км та виконана переважно в діаметрі 1000 мм. Перекачування природного газу забезпечують шість компресорних станцій загальною потужністю 270 МВт – Кардам-2, Провадія, Лозенець, Странджа, Іхтіман та Петрич.
Наприкінці 2010-х частину болгарського транзитного трубопроводу використали для створення системи Балканський потік, призначеної для постачання російського природного газу до кількох балканських країн в обхід території України.
У випадку реалізації проекту другого інтерконектору між Болгарією та Грецією він має вийти на трасу Транзитного газопроводу в районі Стара-Загора.